# Magnus I (książę Meklemburgii)
Magnus I (zm. 1 września 1384 r.) – książę Meklemburgii-Schwerin od 1383 r. wraz ze starszym bratem Albrechtem III (będącym zarazem królem Szwecji) i bratankiem (synem starszego brata Henryka III) Albrechtem IV. 
Magnus był trzecim synem księcia Meklemburgii-Schwerin Albrechta II i Eufemii, córki księcia Sudermanii Eryka Magnussona ze szwedzkiego rodu królewskiego Folkungów. 
Żoną Magnusa była Elżbieta, córka księcia wołogosko-rugijskiego Barnima IV Dobrego. Mieli dwoje dzieci: córkę Eufemię, żonę księcia Werle Baltazara, i syna Jana IV, księcia Meklemburgii-Schwerin